# Cancer (gruppo musicale)
I Cancer sono una formazione death metal britannica nata a Ironbridge in Shropshire nel 1988.

## Storia dei Cancer
I Cancer nacquero ad Ironbridge in Shropshire nel 1988.
Fu del 1990 il loro primo album dal titolo To the Gory End pubblicato per la londinese Vinyl Solution, a cui seguirono Death Shall Rise nel 1991, a cui partecipò anche il chitarrista floridiano James Murphy, e The Sins of Mankind su Restless Records, nel 1993.
La band si sciolse nel 1996, dopo l'uscita di Black Faith e si riformò nel 2003 realizzando un EP e pubblicando il loro ultimo disco Spirit in Flames. Nel 2006 si sciolsero per la seconda volta e a settembre del 2013 si riformarono per la seconda volta.

## Formazione

### Formazione attuale
- John Walker – voce e chitarra (1987-1996, 2003-2006, 2013-presente)
- Carl Stokes – batteria (1987-1996, 2003-2006, 2013-presente)
- Ian Buchanan – basso (1987-1996, 2013-presente)

### Ex componenti
- James Murphy – chitarra (1991)
- Nicholas Barker – batteria (1993)
- Barry Savage – chitarra (1993-1996, 2013-2014)
- Rob Engvikson – chitarra (2003-2004)
- Adam Richardson – basso (2003-2006)
- Dave Leitch – chitarra (2004-2006)

## Discografia

### Album in studio
- 1990 – To the Gory End
- 1992 – Death Shall Rise
- 1993 – The Sins of Mankind
- 1995 – Black Faith
- 2005 – Spirit in Flames
- 2018 – Shadow Gripped
- 2025 - Inverted World

### EP
- 2004 – Corporation$
- 2019 – Ballcutter

### Album split
- 1994 – Live Death: Recorded Live at the Milwaukee Metal Fest